# Tony O'Connell
Tony O’Connell (Glin, Limerick) is een Ierse concertinaspeler. 
Hij begon op jonge leeftijd muziek te maken en won verschillende All-Ireland titels voor zijn achttiende jaar. 
In de laatste jaren toerde hij door Azië, de Verenigde Staten en Europa en had daar verschillende optredens. O'Connell geeft in Limerick concertinales aan de Universiteit van Limerick.
Hij produceerde met Andy Morrow en Arty McGlynn de CD: Tony O’Connell & Andy Morrow with Arty McGlynn in 2005.
De violist Andy Morrow is afkomstig uit een fiddling familie in County Leitrim waar zijn broer in de Sligo band, Dervish speelt.